# Kangaroo Jack - Prendi i soldi e salta
Kangaroo Jack - Prendi i soldi e salta (Kangaroo Jack) è un film del 2003 diretto da David McNally.

## Trama
Charlie e Louis sono amici da quando quest'ultimo ha salvato Charlie quando ha rischiato di affogare in mare. 20 anni dopo fanno scoprire per sbaglio alla polizia un magazzino di Sal, potente boss mafioso e patrigno di Charlie. Per ripagare il debito, devono portare una busta contenente 50.000 dollari a un criminale di Sydney, ma durante il tragitto la giacca di Louis, nella cui tasca vi era la busta, finisce indossata a un canguro. Così i due, assistiti dalla naturalista Jessie, partono alla ricerca del canguro e della busta.

## Critica
Il quotidiano australiano The Age ha inserito Kangaroo Jack nella lista dei peggiori film di tutti i tempi. Inoltre Christopher Walken ed Anthony Anderson sono stati candidati al Razzie Award al peggior attore non protagonista.